# بویزوین (منیتوبا)
بویزوین، منیتوبا (به انگلیسی: Boissevain, Manitoba) یک منطقهٔ مسکونی در کانادا است که در منیتوبا واقع شده‌است. بویزوین ۱٬۵۷۲ نفر جمعیت دارد.